# Andre Dillard
Andre Dillard (Woodinville, Washington, 3 de octubre de 1995) es un jugador profesional estadounidense de fútbol americano que se desempeña en la posición de offensive tackle en Green Bay Packers, equipo de la National Football League (NFL).

## Carrera
Fue seleccionado en la primera ronda en la Reunión Anual de Selección de Jugadores de la NFL de 2019. Hizo su debut profesional con el equipo Philadelphia Eagles, en el cual jugó tres temporadas (2019-2020, 2021-2023), después pasó a Tennessee Titans (2023-2024), luego a Green Bay Packers.